# Wake Up (пісня Eliot)
«Wake Up» (укр. «Прокидайся») — пісня бельгійського співака Еліота Вассаміллета, з якою він представляв Бельгію на конкурсі Євробачення 2019 року в Тель-Авіві. Пісня була випущена 28 лютого 2019 року.

## Пісенний конкурс Євробачення
Пісня була обрана представляти Бельгію на Євробачення 2019 після того, як Еліот Вассамілле був внутрішньо обраний бельгійською телекомпанією як конкурсант від своєї країни. 
28 січня 2019 року було проведено спеціальне жеребкування, під час якого кожна країна потрапляє в один із двох півфіналів Євробачення, а також визначається, у якій половині шоу вони виступатимуть. Бельгія потрапила до першого півфіналу, який відбувся 14 травня 2019 року, та виступила під 10 номером. Однак пісня не змогла пройти до гранд-фіналу Євробачення. 
Бельгія посіла 13 місце з 70-ма балами (50 від журі та 20 від телеглядачів).

## Чарти
| Чарт (2019)                 | Пікова позиція |
| --------------------------- | -------------- |
| Бельгія (Ultratop Flanders) | 35             |
| Бельгія (Ultratop Wallonia) | 27             |
| Литва (AGATA)               | 77             |